# Isidore Kargeman
Isidore Kargeman (29 mars 1934 à Paris 12e - 16 avril 1944 à Auschwitz) est un des 44 enfants d'Izieu arrêtés lors de la Rafle du 6 avril 1944, déporté dans le convoi no 71, en date du 13 avril 1944, du Camp de Drancy vers Auschwitz, où il est assassiné à son arrivée. Il a 10 ans.

## Biographie
Isidore Kargeman est né le 29 mars 1934, dans le 12e arrondissement de Paris,,  . Son père Szlama (Salomon) Kargeman est né le 10 juillet 1900 à Grodno en Biélorussie et sa mère Sonia Kargeman (née Sidarska) est née le 1er janvier 1902 à Grodno, en Biélorussie. Ils sont déportés en 1942 du camp de Drancy vers Auschwitz, son père, par le convoi no 2, en date du 22 juin 1942 et sa mère par le convoi no 26, en date du 31 juillet 1942,. Leur dernière adresse est au 24 rue des Francs-Bourgeois dans le 4e arrondissement de Paris.

### Izieu
À son arrivée à Izieu, Isidore Kargeman est un orphelin.
Samuel Pintel, un des enfants d'Izieu, qui avait quitté la colonie avant la rafle, se souvient d'Isidore Kargeman, son voisin de table dans la salle de classe. Il parle du dessin d'Isidore Kargeman : le professeur Nimbus avec un bouquet de fleurs avec des compliments rédigés à la demande de l'institutrice, à l'occasion de l'anniversaire de la directrice de la Maison d'Izieu, Sabine Zlatin, le 13 janvier 1944.
Isidore Kargeman est arrêté avec les 43 autres enfants d'Izieu le 6 avril 1944 et déporté par le convoi no 71, en date 13 avril 1944, du Camp de Drancy vers Auschwitz. Il est assassiné à son arrivée le 16 avril 1944. Il a 10 ans.
Il fait partie des personnes concernées par l'arrêté du 1er mars 1994 du Ministère des anciens combattants et victimes de guerre, portant apposition de la mention « Mort en déportation » sur leur acte de décès,.